# Relaciones Canadá-Israel
Las relaciones entre Canadá e Israel comprenden los lazos diplomáticos, comerciales y culturales entre Canadá y el Estado de Israel. Canadá mantiene una embajada en Tel Aviv, mientras que Israel mantiene una embajada en Ottawa.

## Historia
En la década de 1930, durante el conflicto sobre las restricciones británicas a la inmigración judía hacia el Mandato británico de Palestina, antes del establecimiento del Estado de Israel en 1948, el primer ministro Mackenzie King, quien estaba contaminado por el antisemitismo, pasivamente pasó las políticas de Londres. En general, esto no era un problema para los canadienses, aunque algunos, como la Iglesia católica en Quebec, expresaron hostilidad hacia el sionismo y los judíos, sobre la base de prejuicios teológicos.
En 1947, Canadá estaba representado en el Comité Especial de las Naciones Unidas sobre Palestina (UNSCOP). Canadá fue uno de los 33 países que votaron a favor de la resolución de partición de 1947 de la ONU, lo que llevó al establecimiento del Estado de Israel a pesar de la fuerte presión del Reino Unido sobre la Commonwealth para abstenerse.